# 尹景雅
尹景雅（韓語：윤경아），韓國電視劇編劇。

## 作品

### 電視劇
- 2010年：KBS《學習之神》
- 2011年：KBS《Brain》
- 2013年：MBC《Medical Top Team》
- 2015年：KBS《拜託了，媽媽》
- 2017年：KBS《完美的妻子》
- 2017年：KBS《內衣少女時代》
- 2019年：JTBC《18歲的瞬間》
- 2020年：KBS《Oh！三光公寓！》
- 2024年：KBS《幻像戀歌》

## 外部連結
- NAVER搜索